# Prefix telefonic 334 (Statele Unite ale Americii)

Regiunea acoperită de prefixul telefonic 334 este în roșu

Prefixul telefonic 334, conform originalului Area code 334, este unul din prefixele telefonice de tip NANPA din statul Alabama al Statelor Unite ale Americii. A fost creat la 15 ianuarie 1995, ca o scindare a prefixului 205  Prefixul 334 a fost primul prefix telefonic introdus în statul Alabama după introducerea sistemului automat de telefonie în Statele Unite în anul 1947.

## Descriere, acoperire
Prefixul telefonic 334, conform originalului Area code 334, a fost primul prefix telefonic care nu a fost de tipul N1X ori N0X (cifra din mijloc nu este 0 sau 1) parte a Sistemului de atribuire din America de Nord (conform, North American Numbering Plan, precedând atribuirea prefixului 360 din statul Washington cu doar un minut.  Datorită creșterii exponențiale a cererilor de noi numere (telefoane mobile, faxuri, rețele, etcaetara), utilizarea prefixului 205 a continuat în zona acoperită de prefixul telefonic 334 până în ziua de 13 mai 1995. 
Zona de acoperire a prefixului 334 constă din partea centrală și de sud-est a statului Alabama incluzând localitățile și zonele metropolitane asociate lor Montgomery, Auburn-Opelika și Dothan. Zona de acoperire originală 334 acoperea tot sudul statului. Prefixul telefonic 251 a fost ulterior scindat din zona prefixului 334 în anul 2001 acoperind astăzi întreg sudul statului, incluzând Mobile și zona sa metro.